# Тазларовский сельсовет (Зианчуринский район)
Тазларовский сельсовет — муниципальное образование в Зианчуринском районе Башкортостана.

## История
Согласно «Закону о границах, статусе и административных центрах муниципальных образований в Республике Башкортостан» имеет статус сельского поселения.

## Население
| 2002  | 2009  | 2010  | 2012  | 2013  | 2014  | 2015  |
| ----- | ----- | ----- | ----- | ----- | ----- | ----- |
| 1462  | ↗1504 | ↘1404 | ↘1373 | ↘1336 | ↘1324 | ↘1313 |
| 2016  | 2017  |       |       |       |       |       |
| ↘1307 | ↘1293 |       |       |       |       |       |

## Состав сельского поселения
| № | Населённый пункт   | Тип населённого пункта       | Население |
| - | ------------------ | ---------------------------- | --------- |
| 1 | Тазларово          | село, административный центр | ↘1119     |
| 2 | Нижний Сарабиль    | деревня                      | ↘96       |
| 3 | Биккужа            | деревня                      | ↘85       |
| 4 | Луч                | деревня                      | ↘64       |
| 5 | Верхний Сарабиль   | деревня                      | ↘22       |
| 6 | Малое Байдавлетово | деревня                      | ↘15       |
| 7 | Ивановка           | деревня                      | ↘3        |